# Flea
Michael Peter Balzary (Melbourne, 16 oktober 1962) is de basgitarist van de Red Hot Chili Peppers en heeft daarnaast in diverse films geacteerd. Hij is bekend onder de artiestennaam Flea (oorspronkelijk Mike B the Flea).

## Levensloop
Op jonge leeftijd verhuisde Balzary met zijn ouders en zijn zus Karyn naar New York, waar zijn vader douane-agent werd. Na een korte tijd werd zijn moeder verliefd op een jazzmuzikant en scheidden zijn ouders, Michael en Karyn gingen met hun moeder mee. Toen hij elf was ging het gezin in Los Angeles wonen en hij ging naar Fairfax High School.
Op school leerde hij Anthony Kiedis kennen. Ze werden beste vrienden. Balzary, die heel getalenteerd was met zijn trompet, zwoer bij jazz. Toen ze bevriend raakten met Hillel Slovak veranderde dat echter. Hillel speelde gitaar en was meer een rock-'n-roll-fan. Hillel leerde Balzary basgitaar spelen, en later kwam hij samen met Jack Irons en Hillel in een band genaamd Anthym.
Na vele omzwervingen ontstond zijn huidige band, Red Hot Chili Peppers, samen met zijn jeugdvrienden Anthony Kiedis, Hillel Slovak en Jack Irons. De Chili Peppers hebben sinds 1984 13 studioalbums uitgebracht met Flea op de basgitaar, waaronder grote successen zoals Blood Sugar Sex Magik, Californication en Stadium Arcadium. Na de terugkeer van gitarist John Frusciante bij de band werden in 2022 twee nieuwe albums uitgebracht: Unlimited Love en Return Of The Dream Canteen.
Flea bracht eind 2012 een solo-EP uit, 'Helen Burns', waarbij de bassist zijn eerste instrument, de trompet, weer oppakt. Hij werkte hij mee aan het project Atoms for Peace, de band bracht op 23 Februari 2013 het album Amok uit.

## Apparatuur
- Gallien-Krueger-versterkers: 3x 2001RB-top & 3x 4x10 410RBH & 3x 1x15 115RBH Cabinetten
- BOSS ODB-3 Bass Overdrive
- MXR Micro Amp
- Electro Harmonix Q-Tron
- Electro Harmonix Bassballs
- Electro Harmonix Big Muff
- Dunlop 105Q Bass Wah

## Basgitaren
- Fender Jazz Bass
- Modulus Fleabass
- Music Man Sterling & Stingray
- Fender Precision Bass
- Fleabass
- Spector NS-2

## Beknopte filmografie
- Suburbia (1983)
- Dudes (1987)
- Back to the Future Part II (1989)
- Back to the Future Part III (1990)
- My Own Private Idaho (1991)
- The Chase (1994)
- The Big Lebowski (1998)
- Psycho (1998) - kleine bijrol
- Fear and Loathing in Las Vegas (1998) - kleine bijrol
- Inside Out (2015) - Jake (stem)
- Baby Driver (2017) - kleine bijrol
- Boy Erased (2018)
- Toy Story 4 (2019)
- Obi-Wan Kenobi (2022)
- Babylon (2022)
- Inside Out 2 (2024) - Jake (stem)

## Trivia
- Sinds 2008 heeft Flea zijn eigen lijn basgitaren: FleaBass. Hij heeft deze lijn opgezet om zijn muziekschool Silverlake Conservatory of Music te financieren. De FleaBass basgitaren worden tegenwoordig niet meer gemaakt.
- Flea heeft twee dochters: Clara en Sunny.
- Flea mocht in 1993 optreden met Nirvana en speelde trompet in het nummer Smells Like Teen Spirit.
- Flea stond op een aantal festivals volledig naakt op het podium. Bijvoorbeeld op Woodstock '99.[2]